# Santa Maria del Parto a Mergellina (Nápoly)
A Santa Maria del Parto templom Nápoly Mergellina negyedében. Nevét Jacopo Sannazaro nápolyi költő latin nyelvű verse után kapta: De partus Virginis (magyarul: A Szűzanya távozása). 1497-ben építették Aragóniai Frigyes király parancsára. A templobelsőt Bartolomeo Ammannati, Giovanni Angelo Montorsoli és Francesco Ferrucci szobrai díszítik. A templomban található Sannazaro síremléke is.

## Látnivalók
A templom legfőbb látnivalója Sannazaro síremléke, amelyet saját maga tervezett. Központi helyen áll mellszobra, melyet Apollón és Minerva szobrai fognak közre. A síremlék közepén egy dombormű Neptunus, Pán, Marszüasz és a Nimfa ábrázolásával a költő tenger iránti vonzódását mutatja be. A síremlék előtt van Caraffa nápolyi püspök sírlapja is. A templom első jobb oldali oltárán látható a híres Mergellina ördöge, amelynek témája Szent Mihály földre sújtja a démont (a 16. században festette Leonardo da Pistoia). A képhez egy legenda is fűződik: mivel a démon-kígyónak női teste van és a festő egyik keblére női arcot festett a helybéliek úgy gondolták, hogy ez tulajdonképpen Caraffa püspök megkísértőjének arcképe. A kísértés legyőzését egy latin nyelvű felirat örökíti meg: Fecit victoriam alleluja. A templomban őrzik a nagy reneszánsz nápolyi szobrász, Giovanni da Nola hatalmas bethlemes figuráit: Máriát, Józsefet és öt pásztort.